# جان کارتلج (بازیکن فوتبال)
جان کارتلج (انگلیسی: John Cartledge؛ زادهٔ ۲۷ نوامبر ۱۹۸۴) بازیکن فوتبال اهل بریتانیا است.
از باشگاه‌هایی که در آن بازی کرده‌است می‌توان به باشگاه فوتبال لیترهید، باشگاه فوتبال متروپولیتان پلیس، باشگاه فوتبال بری، باشگاه فوتبال وایتلیف، باشگاه فوتبال ساتون یونایتد، و باشگاه فوتبال کارشالتون اتلتیک اشاره کرد.